# Будка поцілунків (серія фільмів)
«Будка поцілунків» (англ. The Kissing Booth) — серія американських підліткових романтичних кінокомедій, розроблених і випущених як оригінальні фільми Netflix. Усі частини серії були створені ексклюзивно для потокового сервісу. Сюжетна основа фільмів базується на серії романів авторки Бет Ріклз. У центрі історії — Рошель «Елль» Еванс і складнощі, що виникають, коли вона починає зустрічатися зі старшим братом свого найкращого друга. Серія досліджує підліткові теми — шкільне життя, популярність, побачення та дружбу.
Попри загалом негативні оцінки критиків, фільми здобули значну популярність серед глядачів і демонстрували високі показники переглядів. Netflix відзначив серію як одну з найпопулярніших серед своїх постійних релізів.

## Фільми
| Фільм                | Дата виходу    | Режисер       | Сценарист                    | Продюсери                                                       |
| -------------------- | -------------- | ------------- | ---------------------------- | --------------------------------------------------------------- |
| «Будка поцілунків»   | 11 травня 2018 | Вінс Марселло | Вінс Марселло                | Ед Ґлаузер, Вінс Марселло, Мішель Вайслер та Ендрю Коул-Балджин |
| «Будка поцілунків 2» | 24 липня 2020  | Вінс Марселло | Джей Арнольд і Вінс Марселло | Ед Ґлаузер, Вінс Марселло, Мішель Вайслер та Ендрю Коул-Балджин |
| «Будка поцілунків 3» | 11 серпня 2021 | Вінс Марселло | Джей Арнольд і Вінс Марселло | Ед Ґлаузер, Вінс Марселло, Мішель Вайслер та Ендрю Коул-Балджин |

### «Будка поцілунків» (2018)
Рошель «Елль» Еванс — популярна та відкрита старшокласниця, яка, втім, ще жодного разу не цілувалася. Разом із найкращим другом дитинства Лі вона організовує благодійну акцію «Будка для поцілунків» на шкільному весняному ярмарку. Елль вже давно має таємні почуття до старшого брата Лі — Ноа, відомого хулігана, але не діяла, оскільки між друзями існувала домовленість: не зустрічатися з родичами одне одного. Після несподіваного поцілунку в «будці» Елль і Ноа починають таємний роман. Дізнавшись про це, Лі відчуває себе зрадженим, і дружба дає тріщину. Згодом конфлікт вдається владнати. Елль долає типові для підлітків труднощі, тоді як Ноа готується до навчання в Гарварді. Попри невизначеність майбутнього, Елль розуміє, що її стосунки з Ноа назавжди залишаться значною частиною її життя.

### «Будка поцілунків 2» (2020)
Елль починає завершальний рік навчання у школі, тоді як Ноа навчається на першому курсі Гарварду. Їхні стосунки ускладнюються через відстань і нові знайомства: Елль починає відчувати симпатію до нового учня Марко, а Ноа проводить багато часу з британською студенткою Хлоєю. Елль, намагаючись підтримувати дружбу з Лі та його дівчиною Рейчел, часто супроводжує їх на побаченнях, що викликає напругу. Ноа пропонує Елль переїхати до нього на навчання після школи, однак Лі хоче, аби вона вступила разом із ним до університету Берклі. Згодом Ноа усвідомлює, що його почуття до Хлої — лише дружні, а Марко намагається переконати Елль, що між ними є справжній зв'язок. На випускному Елль і Ноа примиряються. Вона отримує листи про зарахування як до Гарварду, так і до Берклі, що ставить її перед складним вибором — пріоритет: дружба чи кохання.

### «Будка поцілунків 3» (2021)
Після випуску Елль проводить літо разом із Ноа, Лі та Рейчел у родинному будинку біля пляжу, паралельно намагаючись обрати між Гарвардом і Берклі. Ситуація ускладнюється через напругу у стосунках із Ноа та несподівану появу Марко. Крім того, Елль конфліктує з батьком через його нову дівчину Лінду. Після розриву з Ноа і сварки з батьком, Елль вирішує зосередитися на власному щасті: вступає до Університету Південної Каліфорнії на спеціальність «розробка ігор», примиряється з батьком і друзями. Через шість років Елль працює над власною грою, і під час випадкової зустрічі з Ноа вони разом вирушають на мотоциклі у ностальгічну подорож уздовж узбережжя Каліфорнії, що натякає на можливе відновлення стосунків і нерозв’язані почуття.

## Акторський склад і персонажі
| Персонаж            | Виконавець         | Виконавець              | Виконавець              |
| ------------------- | ------------------ | ----------------------- | ----------------------- |
| Персонаж            | «Будка поцілунків» | «Будка поцілунків 2»    | «Будка поцілунків 3»    |
| Рошель «Елль» Еванс | Джої Кінґ          | Джої Кінґ               | Джої Кінґ               |
| Ноа Флінн           | Джейкоб Елорді     | Джейкоб Елорді          | Джейкоб Елорді          |
| Лі Флінн            | Джоел Кортні       | Джоел Кортні            | Джоел Кортні            |
| Майк Еванс          | Стівен Дженнінґс   | Стівен Дженнінґс        | Стівен Дженнінґс        |
| Бред Еванс          | Карсон Вайт        | Карсон Вайт             | Карсон Вайт             |
| Сара Флінн          | Моллі Рінґвальд    | Моллі Рінґвальд         | Моллі Рінґвальд         |
| Містер Флінн        | Морне Віссе        | Морне Віссе             | Морне Віссе             |
| Рейчел              | Меґанн Янґ         | Меґанн Янґ              | Меґанн Янґ              |
| Марко Пенья         |                    | Тейлор Захар Перес      | Тейлор Захар Перес      |
| Хлоя Вінтроп        |                    | Мейзі Річардсон-Селлерс | Мейзі Річардсон-Селлерс |

## Знімальна група
| Фільм                | Знімальна група | Знімальна група  | Знімальна група | Знімальна група                                                                       | Знімальна група | Знімальна група |
| Фільм                | Композитор      | Оператор         | Монтажер        | Кінокомпанії                                                                          | Дистриб'ютор    | Тривалість      |
| -------------------- | --------------- | ---------------- | --------------- | ------------------------------------------------------------------------------------- | --------------- | --------------- |
| «Будка поцілунків»   | Патрік Кірст    | Анастас Н. Міхос | Пол Міллспо     | Netflix Original Films Komixx Entertainment                                           | Netflix         | 100 хв.         |
| «Будка поцілунків 2» | Патрік Кірст    | Анастас Н. Міхос | Пол Міллспо     | Clearblack Films Netflix Original Films Komixx Entertainment Picture Loom Productions | Netflix         | 131 хв.         |
| «Будка поцілунків 3» | Патрік Кірст    | Анастас Н. Міхос | Пол Міллспо     | Clearblack Films Netflix Original Films Komixx Entertainment Picture Loom Productions | Netflix         | 113 хв.         |

## Сприйняття
| Фільм                | Rotten Tomatoes   | Metacritic           |
| -------------------- | ----------------- | -------------------- |
| «Будка поцілунків»   | 15% (13 відгуків) |                      |
| «Будка поцілунків 2» | 27% (41 відгуків) | 39/100 (12 критиків) |
| «Будка поцілунків 3» | 25% (20 відгуків) | 36/100 (7 критиків)  |